# 埃伯瑙
埃伯瑙是奥地利萨尔茨堡州萨尔茨堡城郊县的一个市镇。总面积17.15平方公里，总人口1343人，人口密度78.3人/平方公里（2005年）。